# Диетическое питание

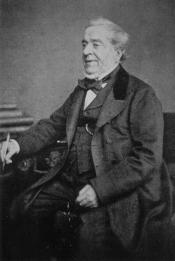
Первую популярную диету для похудания предложил английский гробовщик Уильям Бантинг

Диетическое питание (англ. dieting) — регламентированное употребление пищи для уменьшения, поддержания или увеличения массы тела, а также для предотвращения и лечения таких заболеваний, как диабет и ожирение. Диета для похудения рекомендуется людям с проблемами со здоровьем, связанными с лишним весом, но не здоровым людям. Поскольку потеря веса зависит от количества потребляемых калорий, было показано, что различные виды низкокалорийных диет (с низким содержанием жиров, с низким содержанием углеводов и т. д.) не более эффективны, чем другие. После прекращения курса диеты вес обычно восстанавливается частично или полностью, поэтому эффективность той или иной диеты следует оценивать в долгосрочном периоде. Кроме того, результаты диетического питания могут широко варьироваться в зависимости от человека.
По статистике, почти половина взрослых американцев когда-либо пыталась похудеть с помощью диеты.

## История

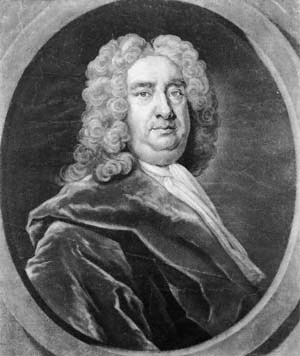
Английский врач Джордж Чейни был одним из первых диетологов

Слово диета происходит от греческого diaita, означающего не только узкую схему похудания, но здоровый образа жизни в целом, включая как психическое, так и физическое здоровье.
Одним из первых диетологов был английский врач Джордж Чейни. Имея избыточный вес (на илл.), Чейни перешёл на постную диету, употребляя только молоко и овощи, и вскоре выздоровел. Он начал публично рекомендовать свою диету всем, кто страдает ожирением. В 1724 году Чейни написал эссе «Очерк здоровья и долгой жизни» (An Essay of Health and Long Life), в котором советовал заниматься физическими упражнениями на свежем воздухе и питаться, избегая калорийных деликатесов.
В 1797 году шотландский военный хирург Джон Ролло опубликовал «Записки о диабете» (Notes of a Diabetic Case), где описал преимущества мясной диеты для страдающих сахарным диабетом. Он первым применил открытие гликозурии, сделанное английским врачом Мэтью Добсоном, к диагностике диабета и лечению нарушений обмена веществ. Ролло разработал диету, которая оказалась успешной при лечении диабета 2 типа.
Первым популяризатором низкоуглеводной диеты был не диетолог или врач, а королевский плотник-гробовщик Уильям Бантинг (на илл.). В 19 веке он написал и издал в 1868 году небольшой буклет под названием «Письмо о тучности, адресованное общественности» ( англ. Letter on Corpulence, Addressed to the Public), который стал одной из самых известных из когда-либо написанных книг об ожирении, был много раз переиздан и продолжал публиковаться долгое время после смерти автора. В нём содержалось описание диеты, которой следовал он сам. Диета Бантинга состояла из четырёх приёмов пищи в день, включавших мясо, зелень, фрукты и сухое вино. Акцент делался на отказе от сахара, сладких продуктов, крахмала, пива, молока и масла. Брошюра Бантинга пользовалась популярностью долгие годы и использовалась в качестве модели для множества современных диет. Спустя почти 150 лет диета Бантинга была подтверждена несколькими клиническими испытаниями как безопасная и эффективная для похудания, а теперь она признана полезной диетой для людей, страдающих диабетом. Бантинг советовал переходить на диету только после «полной консультации с врачом».

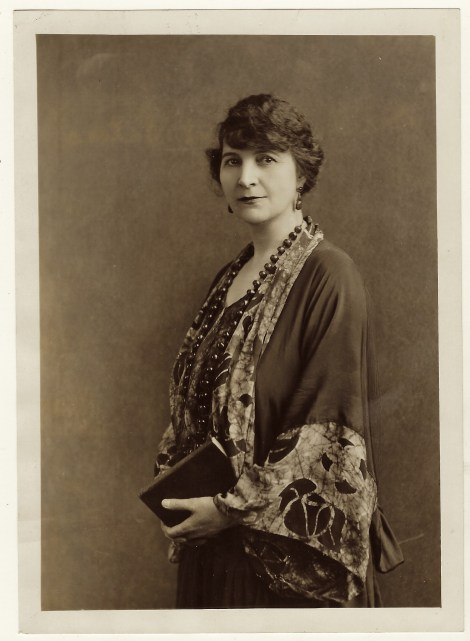
Лулу Хант Петерс — автор первой книги о влиянии калорий на здоровье

Первой книгой о снижении веса на основе учёта калорийности продуктов стала книга 1918 года американского врача Лулу Хант Петерс «Диета и здоровье: влияние калорий» (Diet and Health: With Key to the Calories).
Подсчитано, что до 2014 года было разработано более 1000 диет для похудания.

## Типы диет
Ограничительных диет чаще придерживаются желающие похудеть. Иногда диета соблюдается для того, чтобы набрать мышечную массу. Диеты также можно использовать для поддержания стабильной массы тела и улучшения здоровья. Различают следующие типы диет:
- Безжировая
- Безуглеводная
- Низкокалорийная
- Голодание
- Детокс
- Экологическая

## Эффективность
Некоторые диеты позволяют избавиться от ожирения и добиться похудания, при этом успех диеты в большей степени зависит не от вида диеты, а от соблюдения режима питания. Метаанализ шести рандомизированных испытаний не выявил разницы между низкокалорийной, низкоуглеводной и низкожирной диетами, при потере веса на 2-4 кг за 12-18 месяцев во всех исследованиях. В некоторых случаях экстремальные диеты могут привести к болезненному исхуданию.
Основной проблемой снижения веса является необходимость строгого соблюдения диеты. Диета может эффективно способствовать снижению веса на короткое время, однако в долгосрочной перспективе трудно поддерживать достигнутое. Кроме того, недоедание подавляет термогенез скелетных мышц. Подавленный термогенез ускоряет набор веса после прекращения диеты, если только эта фаза не сопровождается физическими упражнениями (см. Цикл Саммерматтера).
Эффективность диеты индивидуальна, поэтому «средняя потеря веса» не является надёжным всеобщим показателем эффективности той или иной диеты. Метаанализ 29 американских исследований 2001 года показал, что участники программ похудания через пять лет сохраняли потерю, в среднем, 23 % от первоначальной потери веса. Устойчивое снижение массы тела в среднем составляло 3,2 %.
Ограничение питания, по-видимому, более эффективно для похудения, чем физические упражнения, но сочетание того и другого даёт ещё более долгосрочные результаты.

## Побочные эффекты
Повышенная смертность
Ряд исследований показал, что преднамеренная потеря веса связана с увеличением смертности у людей без проблем со здоровьем, связанных с весом.
Пищевые добавки
Из-за экстремального или несбалансированного питания могут потребоваться пищевые добавки, обеспечивающие организм витаминами, минералами или другими веществами, которых может не хватать при несбалансированной диете. Несмотря на пользу для поддержания здорового образа жизни с несбалансированной диетой, добавками не следует злоупотреблять. Передозировка любой пищевой добавки может вызвать ряд побочных эффектов в зависимости от того, какая добавка была принята.
Расстройства питания
Специалисты отмечают, что, при наличии определенных факторов риска, соблюдение диеты может привести к развитию расстройства пищевого поведения. Исследования показали, что диета и нездоровое поведение, связанное с контролем веса, в дальнейшем могут привести к ожирению и расстройству пищевого поведения. Специалисты рекомендуют «отказаться от диеты и радикальных мер контроля веса в пользу здорового питания и физических упражнений».

## Методы питания
Время приема пищи
График приема пищи, как известно, является важным фактором любой диеты. Недавние данные свидетельствуют о том, что новые стратегии планирования, такие как периодическое голодание или пропуск приема пищи, а также стратегически размещенные перекусы перед едой, могут быть рекомендованы для снижения сердечно-сосудистых рисков.
Дневник
Исследование 2008 года, опубликованное в «Американском журнале профилактической медицины», показало, что те из сидящих на диете, которые вели дневник питания (или журнал диеты), теряли в два раза больше веса. Предполагается, что ведущие записи лучше осведомлены о том, что они потребляют, и поэтому потребляют меньше калорий.
Вода
Наблюдения показали, что поощрение потребления воды и отказ от т. н. «энергетических напитков» облегчает снижение веса. Показано, что выпивание 500 мл воды перед едой в течение 12 недель привело к более длительному снижению веса.

## Общество
Подсчитано, что в любой момент времени примерно 1 из 3 взрослых американцев соблюдает какую-либо диету. 85 % людей, сидящих на диете, составляют женщины. Расходы жителей США на диетические продукты и абонементы в тренажерные залы составляют около 60 млрд долл. ежегодно. 80 % людей, сидящих на диете, делают это самостоятельно и лишь 20 % обращаются к специалистам или присоединяются к платной программе. Типичный человек, сидящий на диете, делает 4 попытки в год.
Группы похудания
Некоторые группы по снижению веса работают на коммерческой основе, другие — как благотворительные организации. К первым относятся Weight Watchers и
PEERtrainer. Ко вторым — Overeaters Anonymous, TOPS Club и группы, созданные местными энтузиастами.
Методы этих организаций значительно различаются. Некоторые группы построены по программе «двенадцати шагов», другие действуют по призвольным программам. Некоторые группы выступают за определенные готовые продукты или специальные меню, в то время как другие учат людей, сидящих на диете, делать выбор в пользу здоровой пищи как в ресторанах, так и при закупке продуктов и приготовлении пищи.
Социальные стереотипы
Среди молодых женщин из высших слоев стран Запада распространено мнение, что упитаность и пышные формы есть признак дурного тона, что зачастую приводит к ограничению калорийности питания. Такое поведение может представлять серьезную опасность для здоровья.